# Mark (Davletov)
Mark (světským jménem: Rustam Mirsagitovič Davletov; * 17. září 1966 Bakaly) je ruský duchovní Ruské pravoslavné církve a arcibiskup vorkutský a usinský.

## Život
Narodil se 17. září 1966 ve vesnici Bakaly na území dnešního Baškortostánu.
Roku 1983 dokončil střední školu č. 2 v rodné vesnici. Následující rok nastoupil na výtvarnou a grafickou fakultu Baškirského státního pedagogického institutu. Po 3,5 letech denního studia se rozhodl institut opustit a odejít do Leningradu. Zde začal pracovat jako restaurátor.
Roku 1990 byl v chrámu Svaté Trojice Alexandro-Něvské lávry pokřtěn se jménem Georgij na počest svatého Jiří Vítězného.
Od roku 1992 pracoval v různých monastýrech. Od roku 1996 pobýval v Nikolo-Šartomském monastýru.
Dne 28. února 1998 byl arcibiskupem ivanovským a kiněšemským Amvrosijem (Ščurovem) rukopoložen na diákona.
Dne 17. dubna 1998 byl postřižen na monacha a přijal mnišské jméno Mark na počest svatého apoštola Marka. Dne 17. května 1998 byl arcibiskupem Amvrosijem rukopoložen na jeromonacha.
Roku 2003 se stal asistentem blagočinného Nikolo-Šartomského monastýru.
Roku 2009 dokončil právnickou fakultu Ivanovské státní univerzity.
Dne 3. prosince 2013 se stal členem eparchiálního soudu šujské eparchie.
Od roku 2013 byl vedoucím majetkového a právního oddělení eparchie.
Roku 2017 dokončil studium Ivanovo-Vozněsenského duchovního semináře.
Dne 14. července 2017 byl ustanoven zástupcem představeného Voskresensko-Feodorovského monastýru vesnice Sergejevo.
Dne 28. prosince 2017 jej Svatý synod zvolil biskupem vorkutským a usinským. O den později byl povýšen na archimandritu.
Dne 6. ledna 2018 byl oficiálně jmenován biskupem a 8. ledna proběhla v chrámu Zesnutí přesvaté Bohorodice v Moskvě jeho biskupská chirotonie. Světiteli byli patriarcha moskevský Kirill, metropolita istrijský Arsenij (Jepifanov), metropolita ivanovo-vozněsenský a vičugský Iosif (Makedonov), arcibiskup syktyvkarský a komi-zyrjanský Pitirim (Voločkov), arcibiskup solněčnogorský Sergij (Čašin), biskup voskresenský Savva (Michejev) a biskup domodědovský Ioann (Ruděnko).
Dne 18. července 2019 byl v Trojickosergijevské lávře povýšen na arcibiskupa.